# 東衡州
东衡州，中国古代的州。
南朝梁承圣年间置东衡州，治所在曲江县（在今广东省韶关市南十里武水西）。南朝陈下辖始兴郡、安远郡、卢阳郡。隋文帝开皇九年（589年）改为韶州。唐高祖武德四年（621年）又改番州置东衡州，治所在曲江县（今广东韶关市西一里武水西）。下辖曲江、始兴、乐昌、翁源、临泷、良化六县。辖境相当今广东曲江县、翁源县、乳源瑶族自治县以北地区。唐太宗贞观元年（627年）改为韶州。